# Zemiropsis
Zemiropsis is een geslacht van weekdieren uit de klasse van de Gastropoda (slakken).

## Soorten
- Zemiropsis demertziae Fraussen & Rosado, 2013
- Zemiropsis papillaris (G. B. Sowerby I, 1825)
- Zemiropsis pintado (Kilburn, 1971)
- Zemiropsis pulchrelineata (Kilburn, 1973)
- Zemiropsis rosadoi (Bozzetti, 1998)